# Coupe de France féminine de handball 2017-2018
Navigation
2016-2017 2018-2019
La Coupe de France 2017-2018 est la 25e édition de la Coupe de France féminine de handball, compétition à élimination directe mettant aux prises des clubs de handball amateurs et professionnels affiliés à la Fédération française de handball.
Metz Handball, tenant du titre, est éliminé en demi-finale par le Brest Bretagne Handball, qui remporte la compétition pour la deuxième fois de son histoire contre Toulon Saint-Cyr en finale.

## Déroulement de la compétition
La formule présentée ici est celle de la Coupe de France Nationale.
La compétition est répartie sur huit tours plus une finale où les clubs amateurs et les clubs professionnels de deuxième division rentrent les premiers, puis ceux de première :
- 1er tour : Entrée des clubs de N3, N2, N1. Tirage par secteur géographique.
- 2e tour : Tirage par secteur géographique sans protection.
- 3e tour : Tirage par secteur géographique sans protection.
- 1/32èmes : Tirage par secteur géographique sans protection et entrée en jeu des clubs de D2F.
- 1/16èmes : Tirage par secteur géographique sans protection et entrée en lice des clubs non-européennes de LFH.
- Tableau final à partir des 1/8èmes : Tirage intégral et entrée des clubs européens de LFH

Le vainqueur de la coupe de France nationale disputera la Coupe EHF lors de la saison 2018-2019.

### Calendrier des matchs
- 9 et 10 septembre 2017 : 1er tour
- 30 septembre et 1er octobre 2017 : 2e tour
- 7 et 8 octobre 2017 :3e tour
- 28 et 29 octobre 2017 : 1/32e de finale (entrée en lice des clubs de D2F)
- 18 et 19 novembre 2017 : 1/16e de finale (Entrée en lice des équipes non-européennes de LFH) ou disqualifiées
- 10 et 11 février 2018 : 1/8e de finale (entrée en lice des 5 équipes européennes de LFH)
- 10 et 11 mars 2018 : Quarts de finale
- 7 et 8 avril 2018 : Demi-finales
- 5 mai 2018 : Finale

### Durée des rencontres
Un match se déroule en deux mi-temps de 30 minutes entrecoupées d'un temps de repos de 15 minutes. En cas d’égalité à la fin du temps réglementaire on effectue une épreuve des tirs au but. Les équipes peuvent inscrire jusqu'à 14 joueuses sur la feuille de match.

### Choix des terrains
Le plus petit niveau de jeu, ou le premier tiré s’il s’agit de clubs de même niveau, reçoit. À
partir des quarts de finale, le premier tiré reçoit systématiquement, sauf si plus d’un niveau
d’écart.
Si un club recevant ne peut pas recevoir, la rencontre est inversée.

## Résultats
- 9 et 10 septembre 2017 : 1er tour
- 30 septembre et 1er octobre 2017 : 2e tour
- 8 et 9 octobre 2017 :3e tour

### 4etour
Trente-deux équipes participent au 4e tour : douze de deuxième division, neuf de nationale 1, huit de nationale 2 et trois de nationale 3. Ce stade de la compétition est marqué par l'entrée en lice des clubs de Division 2.
| Équipes de Division 2 directement qualifiées pour le 4e tour | Équipes de Division 2 directement qualifiées pour le 4e tour |
| --- | --- |
| Saint-Grégoire Rennes Métropole Handball (D2) Mérignac Handball (D2) Aunis HB La Rochelle-Périgny (D2) HBC Saint-Amand-les-Eaux PH (D2) Yutz Handball Féminin (D2) Handball Club Celles-sur-Belle (D2) | Noisy-le-Grand handball (D2) ASUL Vaulx-en-Velin (D2) Handball Plan de Cuques (D2) Handball Octeville-sur-Mer (D2) Sambre Avesnois Handball (D2) Sun A.L. Bouillargues (D2) |

| Date            | Club (division)                      | Résultat | Club (division)                         |
| --------------- | ------------------------------------ | -------- | --------------------------------------- |
| 27 octobre 2017 | CA Béglais Handball (N1)             | 25 – 19  | Aunis HB La Rochelle-Périgny (D2)       |
| 27 octobre 2017 | Mios-Biganos Bassin d'Arcachon (N1)  | 24 – 31  | Mérignac Handball (D2)                  |
| 28 octobre 2017 | Rochechouart Saint-Junien HB 87 (N1) | 24 – 30  | HBC Celles-sur-Belle (D2)               |
| 28 octobre 2017 | Roz Hand'Du 29 HB (N3)               | 27 – 32  | Saint-Grégoire Rennes Métropole HB (D2) |
| 28 octobre 2017 | HBC Conflans (N2)                    | 22 – 37  | HB Octeville-sur-Mer (D2)               |
| 29 octobre 2017 | La Roche-sur-Yon Vendée HB (N2)      | 29 – 28  | Entente Noisy/Gagny (D2)                |
| 27 octobre 2017 | ÉS Colombes (N3)                     | 28 – 31  | Paris Saint-Germain Handball (N2)       |
| 28 octobre 2017 | Stella Saint-Maur (N1)               | 28 – 31  | HBCSA Porte du Hainaut (D2)             |
| 28 octobre 2017 | Hazebrouck HB 71 (N2)                | 37 – 27  | Sambre Avesnois Handball (D2)           |
| 28 octobre 2017 | US Altkirch (N1)                     | 35 – 21  | Yutz Handball Féminin (D2)              |
| 28 octobre 2017 | Reichstett (N3)                      | 27 – 43  | Palente Besançon handball (N1)          |
| 27 octobre 2017 | Bron Handball (N2)                   | 18 – 28  | SHBC La Motte-Servolex (N1)             |
| 28 octobre 2017 | Blanzat Sport Montluçon (N2)         | 24 – 31  | ASUL Vaulx-en-Velin (D2)                |
| 28 octobre 2017 | Mazan/Sorgues HB 84 (N2)             | 31 – 38  | Union du pays d'Aix Bouc Handball (N1)  |
| 28 octobre 2017 | Narbonne HB MJC (N2)                 | 27 – 22  | Sun A.L. Bouillargues (D2)              |
| 27 octobre 2017 | AS Cannes Mandelieu (N1)             | 34 – 31  | Handball Plan de Cuques (D2)            |

### Seizièmes de finale
Vingt-quatre équipes participent aux seizièmes de finale : huit de LFH, six de deuxième division, six de nationale 1, quatre de nationale 2. Ce stade de la compétition est marqué par l'entrée en lice des 7 équipes non-européennes de LFH, ainsi que du Cercle Dijon Bourgogne, éliminé au deuxième tour de la coupe EHF.
| Équipes de LFH directement qualifiées pour les 16e de finale                                     | Équipes de LFH directement qualifiées pour les 16e de finale                                                         |
| ------------------------------------------------------------------------------------------------ | --- |
| Cercle Dijon Bourgogne (LFH) CJF Fleury Loiret (LFH) Le Havre AC Handball (LFH) Nantes LAH (LFH) | OGC Nice CA HB (LFH) Chambray Touraine Handball (LFH) Toulon Saint-Cyr VHB (LFH) Bourg-de-Péage Drôme Handball (LFH) |

| Date                     | Club (division)                         | Résultat | Club (division)                     |
| ------------------------ | --------------------------------------- | -------- | ----------------------------------- |
| 19 novembre 2017 à 16h00 | CA Béglais Handball (N1)                | 31 – 37  | Mérignac Handball (D2)              |
| 18 novembre 2017 à 20h45 | HBC Celles-sur-Belle (D2)               | 22 – 32  | Nantes LAH (LFH)                    |
| 17 novembre 2017 à 21h00 | Saint-Grégoire Rennes Métropole HB (D2) | 21 – 26  | Le Havre AC Handball (LFH)          |
| 18 novembre 2017 à 21h00 | La Roche-sur-Yon Vendée HB (N2)         | 23 – 25  | HB Octeville-sur-Mer (D2)           |
| 16 novembre 2017 à 21h00 | Paris Saint-Germain Handball (N2)       | 15 – 25  | CJF Fleury Loiret (LFH)             |
| 18 novembre 2017 à 18h30 | Hazebrouck HB 71 (N2)                   | 26 – 35  | HBCSA Porte du Hainaut (D2)         |
| 17 novembre 2017 à 20h00 | Palente Besançon handball (N1)          | 21 – 32  | Cercle Dijon Bourgogne (LFH)        |
| 18 novembre 2017 à 19h00 | US Altkirch (N1)                        | 25 – 42  | Chambray Touraine Handball (LFH)    |
| 18 novembre 2017 à 20h30 | SHBC La Motte-Servolex (N1)             | 20 – 42  | Bourg-de-Péage Drôme Handball (LFH) |
| 18 novembre 2017 à 20h30 | Union du pays d'Aix Bouc Handball (N1)  | 31 – 32  | ASUL Vaulx-en-Velin (D2)            |
| 18 novembre 2017 à 20h30 | Narbonne HB MJC (N2)                    | 24 – 27  | Toulon Saint-Cyr VHB (LFH)          |
| 18 novembre 2017 à 20h45 | AS Cannes Mandelieu (N1)                | 16 – 33  | OGC Nice CA HB (LFH)                |

## Tableau final
| Équipes de LFH directement qualifiées pour les 8e de finale                       | Équipes de LFH directement qualifiées pour les 8e de finale |
| --------------------------------------------------------------------------------- | ----------------------------------------------------------- |
| Metz Handball (Ligue des Champions) Brest Bretagne Handball (Ligue des Champions) | Issy Paris Hand (Coupe EHF) ES Besançon (Coupe EHF)         |

|  | Huitièmes de finale     | Huitièmes de finale           | Huitièmes de finale     | Huitièmes de finale        |     |                         | Quarts de finale    | Quarts de finale    | Quarts de finale    | Quarts de finale    |  |  | Demi-finales         | Demi-finales         | Demi-finales         | Demi-finales         |  |  | Finale             | Finale             | Finale             | Finale             |
|  |                         |                               |                         |                            |     |                         |                     |                     |                     |                     |  |  |                      |                      |                      |                      |  |  |                    |                    |                    |                    |
|  | 10 février 2018 à 19h30 | 10 février 2018 à 19h30       | 10 février 2018 à 19h30 | 10 février 2018 à 19h30    |     |                         | 9 mars 2018 à 20h30 | 9 mars 2018 à 20h30 | 9 mars 2018 à 20h30 | 9 mars 2018 à 20h30 |  |  | 8 avril 2018 à 18h15 | 8 avril 2018 à 18h15 | 8 avril 2018 à 18h15 | 8 avril 2018 à 18h15 |  |  | 5 mai 2018 à 18h30 | 5 mai 2018 à 18h30 | 5 mai 2018 à 18h30 | 5 mai 2018 à 18h30 |
|  | D2                      | HB Octeville-sur-Mer          | 18                      | 18                         |     |                         | 9 mars 2018 à 20h30 | 9 mars 2018 à 20h30 | 9 mars 2018 à 20h30 | 9 mars 2018 à 20h30 |  |  | 8 avril 2018 à 18h15 | 8 avril 2018 à 18h15 | 8 avril 2018 à 18h15 | 8 avril 2018 à 18h15 |  |  | 5 mai 2018 à 18h30 | 5 mai 2018 à 18h30 | 5 mai 2018 à 18h30 | 5 mai 2018 à 18h30 |
|  | D2                      | HB Octeville-sur-Mer          | 18                      | 18                         |     |                         | 9 mars 2018 à 20h30 | 9 mars 2018 à 20h30 | 9 mars 2018 à 20h30 | 9 mars 2018 à 20h30 |  |  | 8 avril 2018 à 18h15 | 8 avril 2018 à 18h15 | 8 avril 2018 à 18h15 | 8 avril 2018 à 18h15 |  |  | 5 mai 2018 à 18h30 | 5 mai 2018 à 18h30 | 5 mai 2018 à 18h30 | 5 mai 2018 à 18h30 |
|  | LFH                     | Toulon Saint-Cyr VHB          | 25                      | 25                         |     |                         | 9 mars 2018 à 20h30 | 9 mars 2018 à 20h30 | 9 mars 2018 à 20h30 | 9 mars 2018 à 20h30 |  |  | 8 avril 2018 à 18h15 | 8 avril 2018 à 18h15 | 8 avril 2018 à 18h15 | 8 avril 2018 à 18h15 |  |  | 5 mai 2018 à 18h30 | 5 mai 2018 à 18h30 | 5 mai 2018 à 18h30 | 5 mai 2018 à 18h30 |
|  | LFH                     | Toulon Saint-Cyr VHB          | 25                      | 25                         | LFH | Toulon Saint-Cyr VHB    | 27                  | 27                  |                     |                     |  |  | 8 avril 2018 à 18h15 | 8 avril 2018 à 18h15 | 8 avril 2018 à 18h15 | 8 avril 2018 à 18h15 |  |  | 5 mai 2018 à 18h30 | 5 mai 2018 à 18h30 | 5 mai 2018 à 18h30 | 5 mai 2018 à 18h30 |
|  | 10 février 2018 à 20h30 |                               |                         |                            | LFH | Toulon Saint-Cyr VHB    | 27                  | 27                  |                     |                     |  |  | 8 avril 2018 à 18h15 | 8 avril 2018 à 18h15 | 8 avril 2018 à 18h15 | 8 avril 2018 à 18h15 |  |  | 5 mai 2018 à 18h30 | 5 mai 2018 à 18h30 | 5 mai 2018 à 18h30 | 5 mai 2018 à 18h30 |
|  |                         |                               | D2                      | HBCSA Porte du Hainaut     | 26  | 26                      |                     |                     |                     |                     |  |  | 8 avril 2018 à 18h15 | 8 avril 2018 à 18h15 | 8 avril 2018 à 18h15 | 8 avril 2018 à 18h15 |  |  | 5 mai 2018 à 18h30 | 5 mai 2018 à 18h30 | 5 mai 2018 à 18h30 | 5 mai 2018 à 18h30 |
|  | D2                      | HBC Saint-Amand-les-Eaux      | D2                      | HBCSA Porte du Hainaut     | 26  | 26                      | 30                  | 30                  |                     |                     |  |  | 8 avril 2018 à 18h15 | 8 avril 2018 à 18h15 | 8 avril 2018 à 18h15 | 8 avril 2018 à 18h15 |  |  | 5 mai 2018 à 18h30 | 5 mai 2018 à 18h30 | 5 mai 2018 à 18h30 | 5 mai 2018 à 18h30 |
|  | D2                      | HBC Saint-Amand-les-Eaux      | 9 mars 2018 à 20h30     |                            |     |                         | 30                  | 30                  |                     |                     |  |  | 8 avril 2018 à 18h15 | 8 avril 2018 à 18h15 | 8 avril 2018 à 18h15 | 8 avril 2018 à 18h15 |  |  | 5 mai 2018 à 18h30 | 5 mai 2018 à 18h30 | 5 mai 2018 à 18h30 | 5 mai 2018 à 18h30 |
|  | LFH                     | Le Havre AC Handball          | 24                      | 24                         |     |                         |                     |                     |                     |                     |  |  | 8 avril 2018 à 18h15 | 8 avril 2018 à 18h15 | 8 avril 2018 à 18h15 | 8 avril 2018 à 18h15 |  |  | 5 mai 2018 à 18h30 | 5 mai 2018 à 18h30 | 5 mai 2018 à 18h30 | 5 mai 2018 à 18h30 |
|  | LFH                     | Le Havre AC Handball          | 24                      | 24                         | LFH | Toulon Saint-Cyr VHB    | 25                  | 25                  |                     |                     |  |  |                      |                      |                      |                      |  |  | 5 mai 2018 à 18h30 | 5 mai 2018 à 18h30 | 5 mai 2018 à 18h30 | 5 mai 2018 à 18h30 |
|  | 9 février 2018 à 20h30  |                               |                         |                            | LFH | Toulon Saint-Cyr VHB    | 25                  | 25                  |                     |                     |  |  |                      |                      |                      |                      |  |  | 5 mai 2018 à 18h30 | 5 mai 2018 à 18h30 | 5 mai 2018 à 18h30 | 5 mai 2018 à 18h30 |
|  |                         |                               | LFH                     | OGC Nice CA HB             | 22  | 22                      |                     |                     |                     |                     |  |  |                      |                      |                      |                      |  |  | 5 mai 2018 à 18h30 | 5 mai 2018 à 18h30 | 5 mai 2018 à 18h30 | 5 mai 2018 à 18h30 |
|  | LFH                     | OGC Nice CA HB                | LFH                     | OGC Nice CA HB             | 22  | 22                      | 33                  | 33                  |                     |                     |  |  |                      |                      |                      |                      |  |  | 5 mai 2018 à 18h30 | 5 mai 2018 à 18h30 | 5 mai 2018 à 18h30 | 5 mai 2018 à 18h30 |
|  | LFH                     | OGC Nice CA HB                | 3 avril 2018 à 20h30    |                            |     |                         | 33                  | 33                  |                     |                     |  |  |                      |                      |                      |                      |  |  | 5 mai 2018 à 18h30 | 5 mai 2018 à 18h30 | 5 mai 2018 à 18h30 | 5 mai 2018 à 18h30 |
|  | LFH                     | CJF Fleury Loiret             | 22                      | 22                         |     |                         |                     |                     |                     |                     |  |  |                      |                      |                      |                      |  |  | 5 mai 2018 à 18h30 | 5 mai 2018 à 18h30 | 5 mai 2018 à 18h30 | 5 mai 2018 à 18h30 |
|  | LFH                     | CJF Fleury Loiret             | 22                      | 22                         | LFH | OGC Nice CA HB          | 21                  | 21                  |                     |                     |  |  |                      |                      |                      |                      |  |  | 5 mai 2018 à 18h30 | 5 mai 2018 à 18h30 | 5 mai 2018 à 18h30 | 5 mai 2018 à 18h30 |
|  | 11 février 2018 à 16h00 |                               |                         |                            | LFH | OGC Nice CA HB          | 21                  | 21                  |                     |                     |  |  |                      |                      |                      |                      |  |  | 5 mai 2018 à 18h30 | 5 mai 2018 à 18h30 | 5 mai 2018 à 18h30 | 5 mai 2018 à 18h30 |
|  |                         |                               | LFH                     | Chambray Touraine Handball | 20  | 20                      |                     |                     |                     |                     |  |  |                      |                      |                      |                      |  |  | 5 mai 2018 à 18h30 | 5 mai 2018 à 18h30 | 5 mai 2018 à 18h30 | 5 mai 2018 à 18h30 |
|  | LFH                     | Chambray Touraine Handball    | LFH                     | Chambray Touraine Handball | 20  | 20                      | 29 tab              | 29 tab              |                     |                     |  |  |                      |                      |                      |                      |  |  | 5 mai 2018 à 18h30 | 5 mai 2018 à 18h30 | 5 mai 2018 à 18h30 | 5 mai 2018 à 18h30 |
|  | LFH                     | Chambray Touraine Handball    | 14 mars 2018 à 20h30    |                            |     |                         | 29 tab              | 29 tab              |                     |                     |  |  |                      |                      |                      |                      |  |  | 5 mai 2018 à 18h30 | 5 mai 2018 à 18h30 | 5 mai 2018 à 18h30 | 5 mai 2018 à 18h30 |
|  | LFH                     | Bourg-de-Péage Drôme Handball | 28                      | 28                         |     |                         |                     |                     |                     |                     |  |  |                      |                      |                      |                      |  |  | 5 mai 2018 à 18h30 | 5 mai 2018 à 18h30 | 5 mai 2018 à 18h30 | 5 mai 2018 à 18h30 |
|  | LFH                     | Bourg-de-Péage Drôme Handball | 28                      | 28                         | LFH | Toulon Saint-Cyr VHB    | 21                  | 21                  |                     |                     |  |  |                      |                      |                      |                      |  |  |                    |                    |                    |                    |
|  | 11 février 2018 à 16h00 |                               |                         |                            | LFH | Toulon Saint-Cyr VHB    | 21                  | 21                  |                     |                     |  |  |                      |                      |                      |                      |  |  |                    |                    |                    |                    |
|  |                         |                               | LFH                     | Brest Bretagne Handball    | 30  | 30                      |                     |                     |                     |                     |  |  |                      |                      |                      |                      |  |  |                    |                    |                    |                    |
|  | LFH                     | Nantes LAH                    | LFH                     | Brest Bretagne Handball    | 30  | 30                      | 29                  | 29                  |                     |                     |  |  |                      |                      |                      |                      |  |  |                    |                    |                    |                    |
|  | LFH                     | Nantes LAH                    |                         |                            |     |                         |                     | 29                  |                     |                     |  |  |                      |                      |                      |                      |  |  |                    |                    |                    |                    |
|  | LFH                     | Cercle Dijon Bourgogne        | 23                      | 23                         |     |                         |                     |                     |                     |                     |  |  |                      |                      |                      |                      |  |  |                    |                    |                    |                    |
|  | LFH                     | Cercle Dijon Bourgogne        | 23                      | 23                         | LFH | Nantes LAH              | 31                  | 31                  |                     |                     |  |  |                      |                      |                      |                      |  |  |                    |                    |                    |                    |
|  | 14 février 2018 à 20h30 |                               |                         |                            | LFH | Nantes LAH              | 31                  | 31                  |                     |                     |  |  |                      |                      |                      |                      |  |  |                    |                    |                    |                    |
|  |                         |                               | LFH                     | Brest Bretagne Handball    | 36  | 36                      |                     |                     |                     |                     |  |  |                      |                      |                      |                      |  |  |                    |                    |                    |                    |
|  | D2                      | Mérignac Handball             | LFH                     | Brest Bretagne Handball    | 36  | 36                      | 22                  | 22                  |                     |                     |  |  |                      |                      |                      |                      |  |  |                    |                    |                    |                    |
|  | D2                      | Mérignac Handball             | 14 mars 2018 à 20h30    |                            |     |                         | 22                  | 22                  |                     |                     |  |  |                      |                      |                      |                      |  |  |                    |                    |                    |                    |
|  | LFH                     | Brest Bretagne Handball       | 40                      | 40                         |     |                         |                     |                     |                     |                     |  |  |                      |                      |                      |                      |  |  |                    |                    |                    |                    |
|  | LFH                     | Brest Bretagne Handball       | 40                      | 40                         | LFH | Brest Bretagne Handball | 23 tab              | 23 tab              |                     |                     |  |  |                      |                      |                      |                      |  |  |                    |                    |                    |                    |
|  | 14 février 2018 à 20h30 |                               |                         |                            | LFH | Brest Bretagne Handball | 23 tab              | 23 tab              |                     |                     |  |  |                      |                      |                      |                      |  |  |                    |                    |                    |                    |
|  |                         |                               | LFH                     | Metz Handball              | 22  | 22                      |                     |                     |                     |                     |  |  |                      |                      |                      |                      |  |  |                    |                    |                    |                    |
|  | D2                      | ASUL Vaulx-en-Velin           | LFH                     | Metz Handball              | 22  | 22                      | 24                  | 24                  |                     |                     |  |  |                      |                      |                      |                      |  |  |                    |                    |                    |                    |
|  | D2                      | ASUL Vaulx-en-Velin           |                         |                            |     |                         |                     | 24                  |                     |                     |  |  |                      |                      |                      |                      |  |  |                    |                    |                    |                    |
|  | LFH                     | Issy Paris Hand               | 34                      | 34                         |     |                         |                     |                     |                     |                     |  |  |                      |                      |                      |                      |  |  |                    |                    |                    |                    |
|  | LFH                     | Issy Paris Hand               | 34                      | 34                         | LFH | Issy Paris Hand         | 20                  | 20                  |                     |                     |  |  |                      |                      |                      |                      |  |  |                    |                    |                    |                    |
|  | 14 février 2018 à 20h00 |                               |                         |                            | LFH | Issy Paris Hand         | 20                  | 20                  |                     |                     |  |  |                      |                      |                      |                      |  |  |                    |                    |                    |                    |
|  |                         |                               | LFH                     | Metz Handball              | 24  | 24                      |                     |                     |                     |                     |  |  |                      |                      |                      |                      |  |  |                    |                    |                    |                    |
|  | LFH                     | ES Besançon                   | LFH                     | Metz Handball              | 24  | 24                      | 27                  | 27                  |                     |                     |  |  |                      |                      |                      |                      |  |  |                    |                    |                    |                    |
|  | LFH                     | ES Besançon                   |                         |                            |     |                         |                     | 27                  |                     |                     |  |  |                      |                      |                      |                      |  |  |                    |                    |                    |                    |
|  | LFH                     | Metz Handball                 | 28                      | 28                         |     |                         |                     |                     |                     |                     |  |  |                      |                      |                      |                      |  |  |                    |                    |                    |                    |
|  | LFH                     | Metz Handball                 | 28                      | 28                         |     |                         |                     |                     |                     |                     |  |  |                      |                      |                      |                      |  |  |                    |                    |                    |                    |
|  |                         |                               |                         |                            |     |                         |                     |                     |                     |                     |  |  |                      |                      |                      |                      |  |  |                    |                    |                    |                    |

### Huitièmes de finale
Les rencontres se tiennent entre le 9 et le 14 février 2018. Sur les seize équipes participantes, douze évoluent en LFH et quatre en division 2.

### Quarts de finale
Le tirage au sort des quarts de finale a lieu le dimanche 18 février à 20h, en direct sur la chaîne L'Équipe. Les rencontres se tiennent les 9 et 14 mars 2018. Le HBCSA Porte du Hainaut est le dernier représentant de division 2. Les sept autres équipes évoluent en LFH.

### Demi-finales
Le tirage au sort des demi-finales a lieu le jeudi 15 mars, en direct sur la chaîne L'Équipe. Les rencontres se tiennent les 3 et 8 avril 2018.

### Finales

#### Finale nationale
| 5 mai 2018 18h30 CEST | Toulon Saint-Cyr VHB | 21 - 30   | Brest Bretagne Handball | AccorHotels Arena, Paris 12e Affluence : 13 000 Arbitrage : Karim et Raouf Gasmi |
| 5 mai 2018 18h30 CEST | Sabrina Zazai, 6     | (11 - 12) | Tissier et Pop-Lazić, 6 | AccorHotels Arena, Paris 12e Affluence : 13 000 Arbitrage : Karim et Raouf Gasmi |
| 5 mai 2018 18h30 CEST | ×3                   |           | ×3 ×6                   | AccorHotels Arena, Paris 12e Affluence : 13 000 Arbitrage : Karim et Raouf Gasmi |

| Toulon St-Cyr | Brest BH |

| Composition : |     |    |                         |       |  |
|               | GB  | 12 | Alexandra Bettacchini   | 1/7   |  |
|               | GB  | 16 | Léa Serdarevic          | 10/34 |  |
|               | P   | 3  | Marie-Charlotte Rittore |       |  |
|               | ARG | 7  | Jessy Kramer            | 3/8   |  |
|               | P   | 10 | Emma Puleri             | 1/1   |  |
|               | ALG | 11 | Djénéba Tandjan         | 4/5   |  |
|               | ARG | 14 | Laurie Puleri           | 4/7   |  |
|               | ALD | 15 | Marina David            |       |  |
|               | P   | 17 | Ekaterina Vetkova       | 2/3   |  |
|               | DC  | 19 | Laurène Catani          | 0/4   |  |
|               | DC  | 24 | Dounia Abdourahim       | 1/8   |  |
|               | ALD | 31 | Sabrina Zazai           | 6/8   |  |
|               | ARD | 73 | Lidija Cvijić           | 0/2   |  |
|               | ARD | 92 | Ewa Andrzejewska        | 0/1   |  |
| Entraîneur :  |     |    |                         |       |  |
| Sandor Rac    |     |    |                         |       |  |

| 21/47 | Buts marqués   | 30/46  |
| 44,7% | % réussite     | 65,2%  |
| 4/7   | Jets de 7 m    | 5/5    |
| 11/41 | Arrêts         | 19/40  |
| 26,8% | % arrêts       | 47,5%  |
| 6 min | Suspensions    | 12 min |
| 3     | Cartons jaunes | 3      |
| 0     | Cartons rouges | 0      |

| Composition :  |     |    |                    |       |  |
|                | GB  | 12 | Filippa Idéhn      | 1/2   |  |
|                | GB  | 16 | Cléopâtre Darleux  | 18/37 |  |
|                | DC  | 4  | Amandine Tissier   | 6/8   |  |
|                | DC  | 7  | Allison Pineau     | 5/9   |  |
|                | ALG | 8  | Maud-Éva Copy      | 4/4   |  |
|                | P   | 9  | Astride N'Gouan    | 1/4   |  |
|                | ALD | 17 | Marie Prouvensier  | 4/4   |  |
|                | ALG | 18 | Louise Sand        | 1/2   |  |
|                | P   | 20 | Slađana Pop-Lazić  | 6/6   |  |
|                | ARG | 21 | Jovana Stoiljković | 0/2   |  |
|                | DC  | 29 | Élodie Manach      |       |  |
|                | ALD | 55 | Pauline Coatanea   | 0/1   |  |
|                | ARD | 66 | Lindsey Burlet     | 1/2   |  |
|                | ARD | 99 | Marta Mangué       | 2/4   |  |
| Entraîneur :   |     |    |                    |       |  |
| Laurent Bezeau |     |    |                    |       |  |

| Composition : |     |    |                         |       |  |
|               | GB  | 12 | Alexandra Bettacchini   | 1/7   |  |
|               | GB  | 16 | Léa Serdarevic          | 10/34 |  |
|               | P   | 3  | Marie-Charlotte Rittore |       |  |
|               | ARG | 7  | Jessy Kramer            | 3/8   |  |
|               | P   | 10 | Emma Puleri             | 1/1   |  |
|               | ALG | 11 | Djénéba Tandjan         | 4/5   |  |
|               | ARG | 14 | Laurie Puleri           | 4/7   |  |
|               | ALD | 15 | Marina David            |       |  |
|               | P   | 17 | Ekaterina Vetkova       | 2/3   |  |
|               | DC  | 19 | Laurène Catani          | 0/4   |  |
|               | DC  | 24 | Dounia Abdourahim       | 1/8   |  |
|               | ALD | 31 | Sabrina Zazai           | 6/8   |  |
|               | ARD | 73 | Lidija Cvijić           | 0/2   |  |
|               | ARD | 92 | Ewa Andrzejewska        | 0/1   |  |
| Entraîneur :  |     |    |                         |       |  |
| Sandor Rac    |     |    |                         |       |  |

| 21/47 | Buts marqués   | 30/46  |
| 44,7% | % réussite     | 65,2%  |
| 4/7   | Jets de 7 m    | 5/5    |
| 11/41 | Arrêts         | 19/40  |
| 26,8% | % arrêts       | 47,5%  |
| 6 min | Suspensions    | 12 min |
| 3     | Cartons jaunes | 3      |
| 0     | Cartons rouges | 0      |

| Composition :  |     |    |                    |       |  |
|                | GB  | 12 | Filippa Idéhn      | 1/2   |  |
|                | GB  | 16 | Cléopâtre Darleux  | 18/37 |  |
|                | DC  | 4  | Amandine Tissier   | 6/8   |  |
|                | DC  | 7  | Allison Pineau     | 5/9   |  |
|                | ALG | 8  | Maud-Éva Copy      | 4/4   |  |
|                | P   | 9  | Astride N'Gouan    | 1/4   |  |
|                | ALD | 17 | Marie Prouvensier  | 4/4   |  |
|                | ALG | 18 | Louise Sand        | 1/2   |  |
|                | P   | 20 | Slađana Pop-Lazić  | 6/6   |  |
|                | ARG | 21 | Jovana Stoiljković | 0/2   |  |
|                | DC  | 29 | Élodie Manach      |       |  |
|                | ALD | 55 | Pauline Coatanea   | 0/1   |  |
|                | ARD | 66 | Lindsey Burlet     | 1/2   |  |
|                | ARD | 99 | Marta Mangué       | 2/4   |  |
| Entraîneur :   |     |    |                    |       |  |
| Laurent Bezeau |     |    |                    |       |  |

| → Légende: ALD: Ailier droit, ALG: Ailier gauche, ARD: Arrière droit, ARG: Arrière gauche, DC: Demi-centre, GB: Gardien de but, P: Pivot |

#### Finales régionale et départementale
Les finales se déroulent le 5 mai 2018 à l'AccorHotels Arena de Paris, conjointement avec la Coupe de France masculine :
- 10h15 - finale Départementale : Lescar HB (64) - Handball Côte Bleue (13) : 25 - 28 (Mi-temps : 13-16)
- 14h15 - finale Régionale : Zibero Sports Tardets (64) - CSA Kremlin-Bicêtre (94) : 29 - 24 (Mi-temps : 12-11)
- 18h30 - finale Nationale : Brest Bretagne Handball (29) / Toulon Saint-Cyr VHB (83) : 30 - 21 (Mi-temps : 12-11)

## Vainqueur
| Vainqueur de la Coupe de France 2017-2018 Brest Bretagne Handball 2e victoire |

## Nombre d'équipes par division et par tour
| Divisions / Manches           | Quatrième tour | Seizièmes de finale | Huitièmes de finale | Quarts de finale | Demi- finales | Finale |
| ----------------------------- | -------------- | ------------------- | ------------------- | ---------------- | ------------- | ------ |
| LFH (clubs européens) 4 clubs | non présents   | non présents        | 4                   | 3                | 2             | 1      |
| LFH (non-européens) 8 clubs   | non présents   | 8                   | 8                   | 4                | 2             | 1      |
| Division 2 12 clubs           | 12             | 6                   | 4                   | 1                | 0             | 0      |
| Nationale 1 12 x 3 clubs      | 9              | 6                   | 0                   | 0                | 0             | 0      |
| Nationale 2 12 x 4 clubs      | 8              | 4                   | 0                   | 0                | 0             | 0      |
| Nationale 3 12 x 8 clubs      | 3              | 0                   | 0                   | 0                | 0             | 0      |
| Total                         | 32             | 24                  | 16                  | 8                | 4             | 2      |